# Cephaloziella minima
Cephaloziella minima là một loài rêu tản trong họ Cephaloziellaceae. Loài này được (Austin ex Pearson) Douin miêu tả khoa học lần đầu tiên năm 1920.